# Тетраборид неодима
Тетраборид неодима — бинарное неорганическое соединение
неодима и бора
с формулой NdB4,
кристаллы.

## Получение
- Сплавление стехиометрических количеств чистых веществ:

{\displaystyle {\mathsf {Nd+4B\ {\xrightarrow {2350^{o}C}}\ NdB_{4}}}}

## Физические свойства
Тетраборид неодима образует кристаллы
тетрагональной сингонии,
пространственная группа P 4/mbm,
параметры ячейки a = 0,7219 нм, c = 0,4102 нм.